# Castellio gegen Calvin: Ein Gewissen gegen Gewalt
Castellio gegen Calvin: Ein Gewissen gegen Gewalt és el títol d'un assaig de l'autor Stefan Zweig on tracta el tema de la violència a través de personatges històrics. Alterna la descripció de fets del passat amb fragments ficticis propis de la novel·la històrica on els personatges reals mantenen escenes versemblants però no documentades i finalment les reflexions pròpies sobre el que està explicant. L'estil és similar, doncs, a una de les obres de més èxit de Zweig, Moments estel·lars de la humanitat però el narrador està més present al text, que transcorre entorn un únic fil conductor i no en format episòdic.
Els fets tenen relació amb la carta que Miquel Servet escriu a Jean Cauvin (Calví) per resumir-li les troballes d'una obra de propera publicació sobre el cristianisme. Calví hi veu signes d'heretgia i comença a perseguir Servet, qui intenta esquivar-lo amb identitats falses. Finalment aconsegueix el seu propòsit, Servet és condemnat a morir en la foguera. Sébastien Châteillon critica els esdeveniments, qualifica l'execució de "crim" i així inicia un enfrontament públic amb Calví. Escriu un llibre de denúncia però el poder de Calví impedeix que surti a la llum fins després de molts anys.
L'obra reflexiona sobre el fanatisme religiós i la personalitat megalòmana de Calví, que impedeix el debat d'idees i vol assassinar els rivals. Zweig insinua relació amb els conflictes del segle xx, on el totalitarisme i la manca de perspectiva dels líders europeus van provocar dues guerres mundials i la mort de milers de persones pel simple fet de pensar diferent. Acosta així un esdeveniment del passat al present, com ja havia fet en altres obres de no-ficció.
Les biografies dels tres personatges principals subratllen la diferent formació i actitud davant el poder i la llibertat, especialment les posicions antagòniques de Châteillon i Calví, que donen títol a l'obra.